# Industria Aeronautică Română
Întreprinderea Aeronautică Română (IAR) (ora S.C. IAR S.A. Braşov), anche nota come Industria Aeronautică Română, è un'azienda romena di costruzioni aeronautiche fondata a Brașov nel 1925 e con sede a Ghimbav, nel distretto di Brașov, in Romania.
L'azienda impiega circa 1200 specialisti, compresi oltre 170 ingegneri. Nell'azienda vengono anche eseguiti aggiornamenti e revisioni su elicotteri e aerei leggeri.

## Storia
Al fine di garantire che la Regia Aeronautica Romena continuasse ad avere la possibilità di essere rifornita di aerei in tempo di guerra, il governo sovvenzionò negli anni venti e trenta la creazione di tre grandi industrie per la costruzione di aeromobili. La prima di queste grandi aziende è stata la Societatea pentru Exploatări Tehnice (SET), costituita a Bucarest nel 1923, successivamente la IAR, a Braşov il 1º novembre 1925, sotto l'egida di Blériot-Deperdussin e Lorraine-Dietrich ed infine, ultima industria ad essere fondata, fu la Întreprinderea de Construcții Aeronautice Românești (ICAR), costituita a Bucarest nel 1932.
La IAR costruì su licenza francese i primi modelli di velivoli e motori, progettati da Elie Carafoli e Virmoux, come lo IAR CV 11 del 1930.
Dal 1933 venne prodotto in serie lo IAR 14, mentre negli anni trenta su licenza polacca il P-11 e il P-24. Nel 1936 sviluppò il primo motore romeno K-9. Nel 1939 i francesi vendettero le azioni al governo romeno, e la IAR diventò dal 1º gennaio statale.

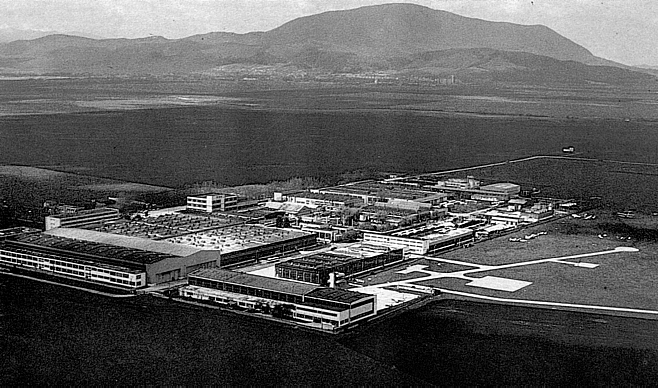
Stabilimento IAR a Brașov.

Tra il 1925 e il 1944 vennero sviluppati circa 20 prototipi, sotto la guida di Ion Grosu, Ion Cosereanu e Gheorghe Zolta, in azienda dal 1933. In quel periodo venne realizzato lo IAR 39 così come lo IAR 14, lo IAR 80 e lo IAR 81.
L'azienda costruì anche 124 esemplari dell'addestratore italiano Nardi FN.305 su licenza della Fratelli Nardi.
Dall'ottobre 1940 al 1944 i velivoli prodotti furono su licenza tedesca, come il Messerschmitt Bf 109, per la Forțele Aeriene Regale ale României.
I dipendenti furono più di 8 000. Nel 1944 lo stabilimento fu bombardato dagli Alleati. Fino ad allora vennero prodotti 1 000 velivoli e 2 000 congegni.
Nel dopoguerra, alla morte del dittatore Ion Antonescu, gli stabilimenti vennero convertiti alla produzione di trattori agricoli e l'azienda rinominata Uzina Tractorul Brașov. Sotto la guida di Radu Manicatide venne nuovamente riconvertita e dal 1946 venne avviato un programma di progettazione sviluppo e produzione di velivoli.
Nel 1949 viene avviato alla produzione lo IAR 811, monomotore leggero biposto destinato all'addestramento. Nel 1950 la fabbrica di Brașov viene chiusa e un anno più tardi viene aperta la URMV-3, Uzinele de Reparatii Material Volant, a Bucarest, la ARMV-2 e la Atelierele de Reparatii Material Volan a Mediasch (ARMV-1). Il primo modello di serie fu lo IAR 813 del 1953.
Negli anni cinquanta sotto la guida di Iosif Silimon, iniziò lo sviluppo di alianti. Nel 1968 la società venne ridenominata ICA (Întreprinderea de Construcții Aeronautice). I motori vennero costruiti a Bucarest dalla CTiA, e dal 1959 alla ICRMA e poi IRMA (Întreprinderea de Reparatii Material Aeronautic).
Dal 1978 venne chiamata IAvB (Întreprinderea de Avioane Bukurești) e dal 1990 Romaero.
Su licenza Britten-Norman venne avviata dal 1969 la produzione di 200 BN-2 Islander. Nel 1978, vennero costruiti, sempre su licenza, 22 BAC One-Eleven (Serie 475 e 500).
Venne prodotto anche il sovietico Kamov Ka-126 e con la Soko lo IAR-93, Soko J-22 Orao. 
Nel 1996 la Bell Helicopter acquistó il 51% della IAR S.A. Vennero prodotti su licenza 96 Bell AH-1W Super Cobra per la Forțele Armate Române per 1 miliardo di $.
IAR oggi è l'unico produttore rumeno di elicotteri sia militari che commerciali. Dal 1968, la IAR ha prodotto più di 370 elicotteri IAR 316 e IAR 330 (versioni costruite su licenza del Sud-Aviation SA 316 Alouette III e dell'Aérospatiale SA 330 Puma), 830 alianti (motoalianti compresi) e 140 aeromobili.

## Prodotti (parziale)

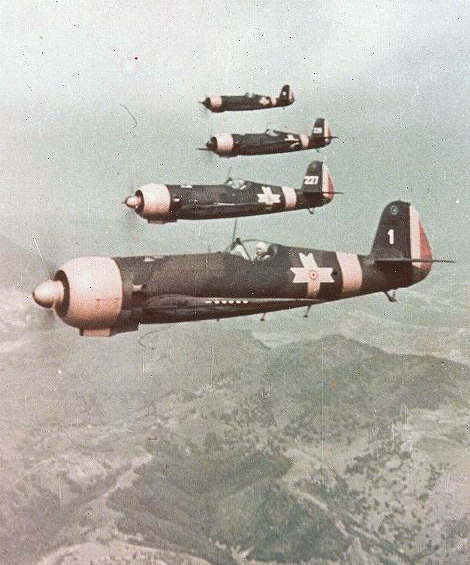
Quattro caccia IAR 80

- IAR 14 (1933)
- IAR 39 (1939)
- IAR 80 (1939)
- IAR 81 (1941)
- IAR-93 (1974)
- IAR 99 (1985)

### Su licenza (parziale)
- Morane-Saulnier MS.35 (1928)
- Potez 25 (1929)
- PZL P-11f (1934)
- Fleet F-10G (1936)
- Savoia-Marchetti S.62bis (1936)
- PZL P-24E (1937)

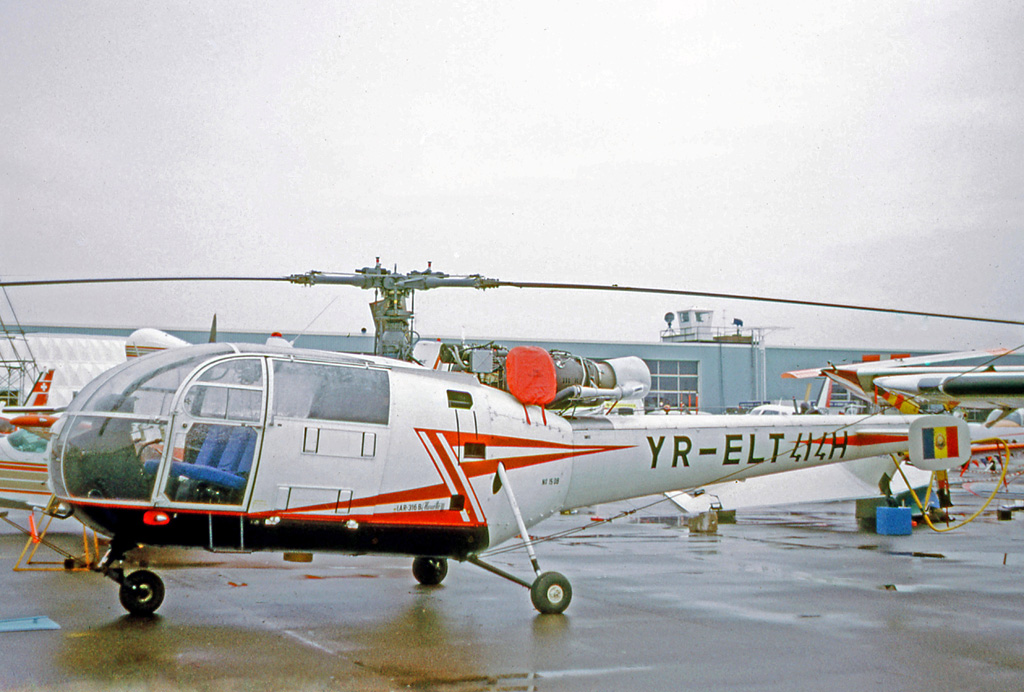
IAR 316 B, licenza Sud-Aviation SA 316 Alouette III

- Savoia-Marchetti SM.79B (1940, als JRS-79B)
- Fieseler Fi 156 (1942)
- Messerschmitt Bf 109G (1944)
- Britten-Norman BN-2 Islander (1969)
- IAR 316 (1971)
- IAR 330 Puma (1977)
- ROMBAC 1-11 (1978)
- Yakovlev Yak-52 (1978)